# Базьянац, Даворин
Даворин Базьянац (хорв. Davorin Bazjanac; 22 сентября 1902, Беравци — 21 сентября 1988, Загреб) — югославский инженер, преподаватель и автор учебников.

## Биография
Даворин Базьянац родился на востоке Хорватии в 1902 году. В 16-летнем возрасте он поступил в кадетскую школу в Карловаце, после чего оказался в Высшей военной гимназии в Мариборе. Из Марибора Даворин перебрался в столицу Сербии, где в 1923 году, в звании подпоручника артиллерии окончил Белградскую военную академию. Оставшись в Белграде, Базьянац поступил на машиностроительное отделение технического факультета Белградского университета, однако отучившись на нём всего два года, он покинул стены вуза и отправился во Францию. Добравшись до Фонтенбло, Базьянац поступил в Прикладную артиллерийскую школу, где он посещал занятия по металлургии, баллистике и оружейной механике. Первым местом, где Базьянац смог применить свои знания на практике, стал Военно-технический институт в Крагуеваце, где он в 1927 году возглавил руководство строительства цеха по производству пистолетных патронов. По завершении строительства, он перебрался в Чехословакию для получения опыта в изготовлении и испытании боеприпасов. Из Чехословакии Даворин отправился в Цюрих, где три года провёл за партой строительного отделения Высшей технической школы. Из Цюриха Базьянац вернулся в Крагуевац, где пройдя обучение и получив звание майора, он вновь занял руководящую должность в Военно-техническом институте.
В 1943 году Даворин Базьянац под руководством швейцарского учёного-механика Якоба Аккерета защитил докторскую диссертацию по теме аэродинамики. В качестве доктора наук, он после окончания Второй мировой войны обосновался в Загребе, где в 1945 году пополнил преподавательский состав Технического факультета Загребского университета. В стенах вуза Базьянац оставался до 1973 года и почти за тридцать лет работы успел написать шесть учебников: «Tehnička mehanika»
(1946), «Osnovi teorije mehanizama» (1954), «Statika» (1957),
«Nauka o čvrstoći» (1962), «Kinematika» (1969), «Dinamika»
(1974), в 1948/49 учебном году исполнить роль декана технического факультета и стать президентом югославского отделения Международной федерации по теории механизмов и машин.